# Eotetranychus smithi
Eotetranychus smithi är en spindeldjursart som beskrevs av Pritchard och Baker 1955. Eotetranychus smithi ingår i släktet Eotetranychus och familjen Tetranychidae. Inga underarter finns listade i Catalogue of Life.